# Zemský okres Goslar
Zemský okres Goslar (německy Landkreis Goslar) je zemský okres v německé spolkové zemi Dolní Sasko. Sídlem správy zemského okresu je město Goslar. Má přibližně 138 tisíc obyvatel. 

## Města a obce
| Města: 1. Bad Harzburg 2. Braunlage 3. Clausthal-Zellerfeld 4. Goslar 5. Langelsheim 6. Seesen | Obce: 1. Liebenburg |

nezařazené území: Harz